# Pier Pander
Pier Pander, né en 1864 à Drachten et mort en 1919 à Rome, est artiste sculpteur néerlandais.

## Biographie
De la seconde moitié du XIXe  au début du XXe siècle, Pier Pander a conçu de nombreuses œuvres artistiques :
- des portraits d'enfants, des statues en marbre, des bustes
- des pièces de monnaie néerlandaises dont
  - la série de pièces avec la tête au diadème de la reine Wilhelmine des Pays-Bas de 1898.

À sa mort, ses œuvres en plâtre furent ramenées à Leeuwarden, aux Pays-Bas. Un petit temple pour préserver quelques œuvres fut érigé en 1924. Restauré fin du siècle, ce temple a fait place à un musée reprenant une part importante de la collection constituée de très nombreux moulages en plâtre de l'artiste.
En 1885 il est lauréat du prix de Rome néerlandais en sculpture.

## Musées
- Pier Pander Museum
- Prinsentuin
- Historisch Centrum Leeuwarden, Groeneweg 1
- NL 8911 LEEUWARDEN